# Tiresias

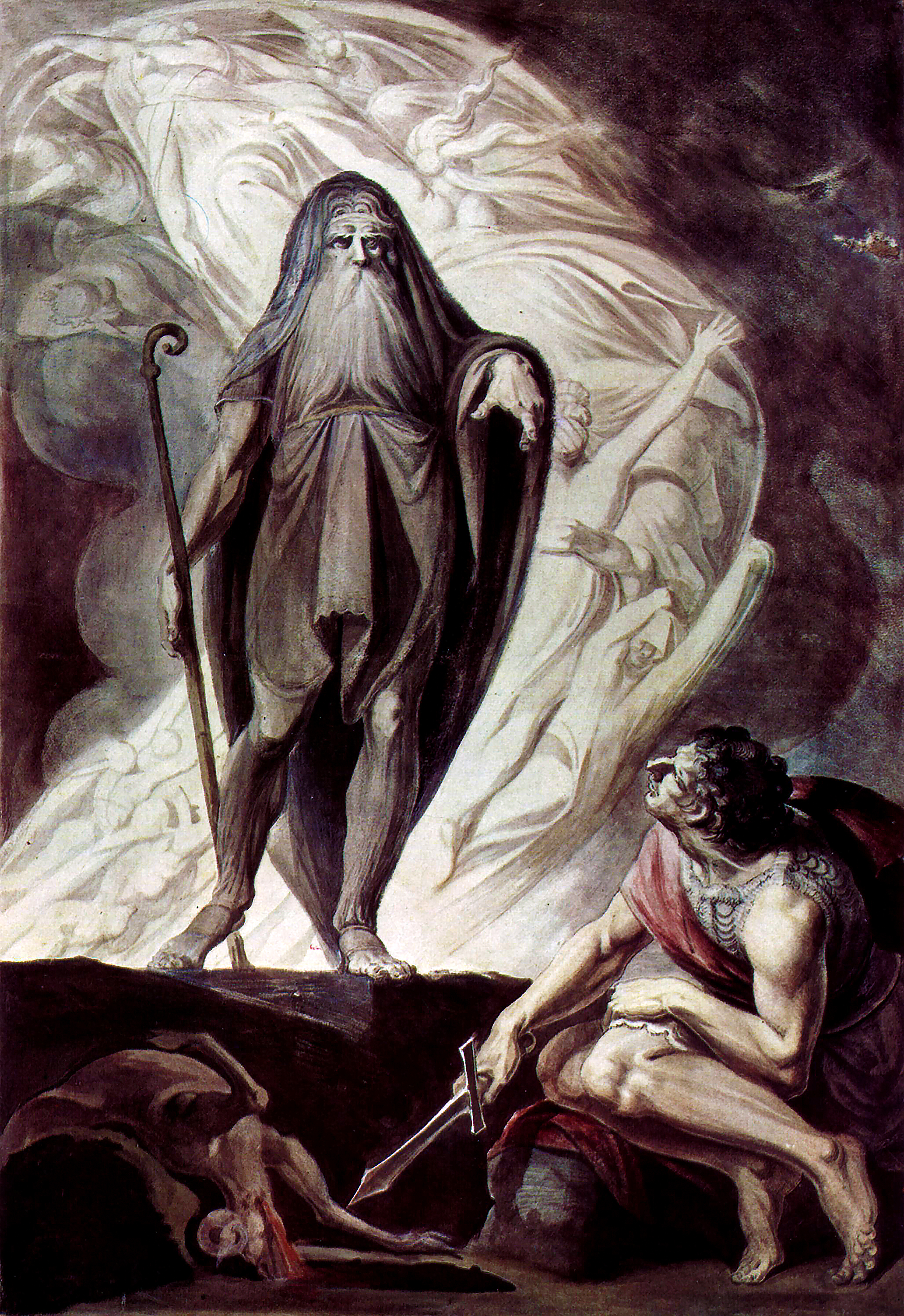
Tiresias apare în fața lui Odiseu în timpul sacrificiului de Johann Heinrich Füssli

Tiresias este un prezicător vestit din mitologia greco-romană, originar din cetatea Teba. În Grecia și Roma antică acesta era faimos pentru sfaturile sale și pentru longevitatea sa. Ulterior acesta a fost apreciat și ca unul dintre puținele personaje transsexuale din mitologie, o sursă de inspirație pentru opere discutând rolul femeilor și bărbaților în societate și percepția acestora, mai ales în conjuncție cu mișcări socio-politice de egalitate de drepturi și mișcări socio-politice de egalitate a drepturilor și șanselor.

## Mitologie
Tiresias este fiul lui păstorului Everes și a nimfei Chariclo, una dintre însoțitoarele Atenei. Zeița îl lăsa adesea pe băiat să urce în car, cu ea. Într-o zi, acesta se plimba, a văzut-o pe zeiță goală și aceasta l-a orbit. Chariclo a criticat cruzimea pedepsei, așa că seița i-a dat un toiag de cu care să poată să se descurce la fel de bine ca și cu ochii, i-a mai dat darul de a înțelege păsările și darul profeției. În alte surse, i-a permis să-și păstreze abilitățile în Hades. Mai sunt surse care susțin că Hera l-a orbit.
Tiresias a avut o fiică, Manto, o clar-văzătoare, mama lui Mopsos, alt profet.

### Schimbat în femeie

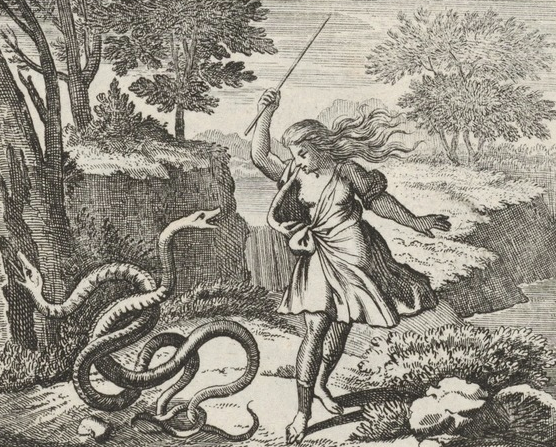
Gravură de Johann Ulrich Kraus c. 1690

Într-o zi, în timp ce se plimba pe muntele Kyllini sau pe Kiteron, a văzut doi șerpi și i-a atacat. Ca urmare a fost schimbat în femeie. Șapte ani mai târziu a văzut aceiași șerpi și a făcut la fel, redevenind bărbat. Într-o zi, Zeus se certa cu Hera despre cine simte mai multă plăcere în timpul sexului. Îl întrebară pe Tiresias, care avea experiență cu ambele sexe. El răspunse că din zece părți, femeia simte nouă, bărbatul una. Hera se mânie și-l orbi. Zeus, drept compensație, îi dădu darul profeției și trai lung cât șapte vieți de om.

### Profeții și sfaturi
- A fost sfetnicul lui Cadmos, întemeietorul Tebei
- Îi dezvăluie lui Amfitrion cine era celălalt părinte al copiilor Alcmenei
- Dezvăluie faptele lui Oedip și-l sfătuiește pe Creon să-l alunge din Teba, pentru a nu dezonora cetatea
- În războiul Celor Șapte Împotriva Tebei, prezice că orașul va fi salvat și că fiul lui Creon, Menoeceu va fi sacrificat pentru a calma furia lui Ares
- Îi sfătuiește pe Tebani să ajungă la un armistițiu cu Epigonii și să iasă discret din oraș, pentru a evita masacrul
- Îl sfătuiește pe Penteu să permită cultul lui Dionis în Beoția (Bachantele de Euripide)
- Dezvăluie soarta nimfei Echo după metamorfoza aesteia
- Prezice moartea lui Narcis
- În Odiseea, Odiseu îl invocă din tărâmul morților pentru a-i cere sfatul

### Moartea
Viața lui Tiresias e legată de cea a Tebei. La venirea Epigonilor, a urmat tebanii în exil și a doua zi a făcut pauză pe malul unui râu. Foarte bătrân și ostenit de la drum, acesta bău apă rece și muri. 
În altă variantă, rămase împreună cu fata sa în Teba și Epigonii îi luară prizonieri și-i trimiseră la Delfi în cinstea lui Apolo, pe drum, Tiresias muri de osteneală.

## În artă și ficțiune
- În dialogurile lui Lucian din Samosata, Tiresias e întrebat care e cel mai bun mod de viață, răspunzând că este viața unui om de rând: „dați uitării filozofii și metafizicile lor.”
- Les mamelles de Tirésias (1903, lit. „Sânii lui Tiresias”) e o piesă de teatru suprarealistă de Guillaume Apollinaire. Autorul a inventat termenul „suprarealism” pentru piesa sa. Compozitorul Francis Poulenc a adaptat piesa într-o operă prezentată la Opéra-Comique în 1947.
- Tiresias (1951) e un balet de Frederick Ashton
- Tiresias apare în poezia The Waste Land (Secțiunea III, The Fire Sermon) de T.S. Eliot
- Tiresias apare în poemul The Cantos de Ezra Pound
- Personajul Virginiei Woolf, Orlando, și romanul modernist eponim se bazează pe evenimentele majore din viața lui Tiresias
- Tiresias este un poem de Tennyson, narat de însuși Tiresias, susține că profețiile acestuia, deși adevărate, nu sunt toate luate în seamă